# 2015年華國三太子國際男子網球挑戰賽
2015年華國三太子國際男子網球挑戰賽於4月27日至5月3日在台灣台北市台大體育館舉行。為本賽事的第二屆，也為2015年ATP挑戰賽的一部分。

## 單打會內賽球員

### 種子球員
| 國家     | 球員            | 排名1 | 種子 |
| -------- | --------------- | ----- | ---- |
| 中華臺北 | 盧彥勳          | 62    | 1    |
|          | 山姆·格羅斯     | 86    | 2    |
| 日本     | 添田豪          | 88    | 3    |
| 斯洛伐克 | 盧卡斯·拉科     | 91    | 4    |
| 日本     | 伊藤龍馬        | 97    | 5    |
| 美国     | 瑞恩·哈里森     | 126   | 6    |
| 乌克兰   | 伊利亞·馬爾琴科 | 133   | 7    |
| 中華臺北 | 王宇佐          | 136   | 8    |

- 1 排名根據2015年4月20日的

### 其他球員
以下球員獲得外卡進入單打會內賽：
- 易楚寰
- 洪睿晨
- 王介甫
- 何智仁

以下球員從會外賽事獲得單打會內資格：
- Matthew Barton
- Yu Cheng-yu
- Yuuya Kibi
- 松井俊英

## 賽程

### 單打
- 山姆·格羅斯 def.  康斯坦丁·克拉夫丘克, 6–7(5–7), 6–4, 7–6(7–3)

### 雙打
- 馬修·伊布登 /  王介甫 def.  Sanchai Ratiwatana /  颂差·拉迪瓦达那, 6–1, 6–4